# Selenia veda
Selenia veda är en fjärilsart som beskrevs av Dyar 1910. Selenia veda ingår i släktet Selenia och familjen mätare. Inga underarter finns listade i Catalogue of Life.